# This Time Around
This Time Around är en låt från amerikanska sångaren Michael Jackson
Låten släpptes tillsammans med Earth Song till amerikanska radiostationer under början av december 1995 för att stötta försäljningen av HIStory-albumet men misslyckades totalt. Varken This Time Around eller Earth Song fick någon speltid på radio och singeln gick inte att köpa i affärerna, videon till Earth Song gick dock bra på MTV.
Detta drag var dödsstöten för HIStory-albumets försäljning i USA, utan någon singel ute under den viktiga julhelgen och ett alldeles för stort mellanrum mellan You Are Not Alone och They Don't Care About Us åkte albumet ut från listorna och lyckades aldrig ta sig tillbaka. HIStory Eran avslutades därmed i USA efter 37 veckor och 3,5 miljoner sålda skivor, så var dock inte fallet i resten av världen där HIStory fortsatte att sälja bra ända in i 1998.
This Time Around har aldrig framförts live och det var aldrig någon musikvideo till den, för information om Earth Song se Earth Song

## Låtlisa

### USA Promo (Kort Version)
1. This Time Around (DM Radio Mix) 4:05
2. This Time Around (Dallas Radio Remix) 4:31
3. This Time Around (Maurice's Club around Radio Mix) 3:45 (misprinted as 4.00 on CD)
4. This Time Around (Maurice's Hip Hop Around Mix w/Drop) 4:18
5. This Time Around  (David Mitson Clean Edit) 4:21

### USA Promo (Lång Version)
1. This Time Around (Dallas Clean Album Remix) 4:12
2. This Time Around (David Mitson Clean Album) 4:21
3. This Time Around (Dallas Radio Remix) 4:31
4. This Time Around (Dallas Radio Remix w/o rap) 4:31
5. This Time Around (Maurice's Hip Hop Around Mix w/Drop) 4:18
6. This Time Around (Maurice's Hip Hop Around Mix w/o rap) 4:25
7. This Time Around (Maurice's Club Around Radio Mix) 4:00
8. This Time Around (D.M. Radio Mix) 4:05
9. Earth Song (radio edit) 4:58
10. Earth Song 6:46
11. Earth Song (Hani's radio experience) 3:33